# Akute
Akute (Акуте) — музичний гурт з Могильова, заснований у 2008 році колишніми учасниками гурту «Глюки» Стасом Митником і бас-гітаристом Романа Жигарєвим.

## Історія

### 2009
Вперше гурт виступив наприкінці серпня 2009 року на фестивалі «Прихід» під Могильовом. У листопаді на популярному білоруськомовному сайті «Тузін Гітоў» відбулася прем'єра першого студійного запису колективу — пісні «Адзіноцтва», яка протрималася в хіт-параді сайту до літа 2010 і за підсумками фінального туру потрапила в число 12 найкращих пісень сезону, посівши третє місце.

### 2010
Влітку 2010 гурт виступив на фестивалі «Be2gether» (Норвілішкес, Литва), виграв гран-прі на фестивалі «Басовище» (Гродек, Польща) і «ВертиФест» (Київ, Україна), а також посіла друге місце на «Graffiti Open Music Fest» (Мінськ, Білорусь). Восени за 5 днів на студії «Арзамас-16» в Могильові були записані всі пісні майбутнього дебютного альбому.

### 2011
Дебютний альбом «Дзевачкі и космас» вийшов у червні 2011 року і його тепло зустріла білоруська публіка і преса. «Альбом вже зараз можна вважати поворотною подією в історії білоруської музики», — зазначив тижневик «Белгазета». Диск потрапив в число найкращих альбомів року за версією порталу Experty.by, а гурт переміг в номінації «Рок-прорив року» на нагородах «Рок-коронація». До моменту виходу альбому Павла Ємельянова за барабанами замінив Павло Філатов.

### 2012
У лютому 2012 вийшов «Krou EP», а в квітні — другий альбом «Nie Isnuje», який також отримав високі оцінки — 8.5 (за 10-бальною шкалою) від критиків сайту Experty.by. Презентація диску проходила в мінському клубі «Re: Public». У вересні гурт виступив на розігріві у Placebo. У жовтні вийшов максі-сингл «Ihołki»
У грудні Akute були визнані найкращою групою року сайтом Тузін Гітоў і отримали нагороду «Герої року»

### 2013
У 2013 році гурт взяв участь у фестивалях: «Мост» (Баравія, Мінський район), «Галапагаі» (Зарасай, Литва), «Самоход» (Мінськ), «Men's Fest» (Берестя)

### 2014
У квітні 2014 року гурт презентував свій третій студійний альбом «Reaĺnaść i sny»

### 2015
Akute оголошені хедлайнером «Razomfest», який відбувся 1-2 травня у м. Львів.

## Оцінки
Дмитро Подберезький сказав про групу в 2014 році так: «„Akute“ — це „ULIS“ нашого часу».

## Дискографія
- «Дзевачкі і космас»[28] (червень 2011; студійний альбом)
- «Krou EP»[29] (лютий 2012; максі-сингл)
- «Не існуе»[30] (квітень 2012; студійний альбом)
- «Ihołki»[31][32] (жовтень 2012; максі-сингл)
- «Reaĺnaść i sny»[25] (квітень 2014; студійний альбом)
- «Płastyka» (17 жовтня 2016; студійний альбом)
- «V» (2019; студійний альбом)
- «Напалову тут» (2022; студійний альбом)[33]

## Склад
Поточний склад
- Стас Митник — вокал, гітара (2008 — дотепер)
- Роман Жигарєв — бас-гітара, бек-вокал (2008 — дотепер)

Колишні учасники
- Павло Ємельянов — ударні (2008—2011)
- Павло Філатов — ударні (2011—2014)
- Vicky Fates — ударні (2014—2022)